# Яйце (община)
Община Яйце (босн. и хорв. Opština Jajce, серб. Општина Јајце) — боснийская община, расположенная в центральной части Федерации Боснии и Герцеговины. Административным центром является город Яйце.

## Описание
Учреждена по итогам референдума 1992 года после отделения от общины Углевик, которая вошла в состав Республики Сербской. Располагается к северо-востоку от горы Маевица на высоте от 300 до 600 метров.

## Население
По предварительным данным переписи в конце 2013 года население общины составляло 30 758 человек. По данным переписи населения 1991 года, в общине проживали 45007 человек из 62 населённых пунктов. По оценке на 2009 год население составляло 24 319 человек.
| Население общины Яйце |                 |                 |                 |
| Год переписи          | 1991            | 1981            | 1971            |
| Бошняки               | 17380 (38,61 %) | 15145 (36,76 %) | 14001 (40,00 %) |
| Хорваты               | 15811 (35,13 %) | 14418 (34,99 %) | 12376 (35,35 %) |
| Сербы                 | 8663 (19,24 %)  | 7954 (19,30 %)  | 8132 (23,23 %)  |
| Югославы              | 2496 (5,54 %)   | 2973 (7,21 %)   | 208 (0,59 %)    |
| Другие                | 657 (1,45 %)    | 707 (1,71 %)    | 285 (0,81 %)    |
| Итого                 | 45,007          | 41,197          | 35,002          |

## Населённые пункты
Баре, Барево, Бавар, Биоковина, Бистрица, Божиковац, Бравнице, Брванци, Бучичи, Буличи, Винац, Врбица, Вукичевци, Горни-Бешпель, Грабанта, Грдово, Дивичани, Догани, Доньи-Бешпель, Дорибаба, Дренов-До, Дубраве, Жаовине, Здалевац, Ипота, Яйце, Каменице, Каричи, Касуми, Климента, Кокичи, Крезлук, Крушчица, Купрешани, Лендичи, Лучина, Лупница, Магаровци, Миле, Ператовци, Подлипци, Подмилачье, Присое, Пруди, Пшеник, Рика, Селиште, Сеоци, Смионица, Старе-Куче, Чусине, Царево-Поле, Цвитович, Шеричи, Шибеница.